# 中车戚墅堰机车车辆工艺研究所
中车戚墅堰机车车辆工艺研究所有限公司（英語：CSR Qishuyan Locomotive & Rolling Stock Technology Research Institute Co., Ltd.），简称“戚墅堰所”，是中国中车股份有限公司的全资子公司之一，是中国一家铁路机车车辆材料及制造工艺的专业研究机构，公司总部位于江苏省常州市武进区。
戚墅堰所前身为铁道部戚墅堰机车车辆工艺研究所，始创于1959年，于2000年由科研事业单位转制为企业。

## 历史
1957年，中华人民共和国铁道部为进一步提高中国铁路机车车辆的科学技术水平，培养自己的科研人才，做出了建立铁路机车车辆研究机构的决定。为了使机车车辆工业能沿着生产与科研相结合的方向发展，铁道部决定对原有的研究所进行改制，组建新的研究所，分别按不同的专业分工成立四个新的机车车辆研究所。同年，第一机械工业部机车车辆科学研究所迁往辽宁大连，与大连技术研究所合并，成立铁道部大连机车车辆研究所（大连所）。1959年，大连所的生产工艺研究部门全体人员和试验设备迁往江苏常州，正式组建铁道部戚墅堰机车车辆工艺研究所。与此同时，大连所的车辆技术研究部门迁往山东青岛，成立了铁道部四方车辆研究所；大连所更名为大连热力机车研究所，后来又更名为铁道部大连内燃机车研究所。

## 参看
- 青岛四方车辆研究所
- 中国北车集团大连机车研究所
- 南车株洲电力机车研究所
- 中车戚墅堰机车